# Android Marshmallow
Android Marshmallow o "Malvavisco" (Android 6.x) es una versión descontinuada del sistema operativo para dispositivos móviles Android. Fue dada a conocer el 28 de mayo de 2015 en el evento Google I/O como Android Marshmallow, oficialmente presentado ya con esa nomenclatura el 17 de agosto de 2015, se centra principalmente en mejoras incrementales y nuevas características relacionadas con la privacidad y experiencia del usuario
Marshmallow fue una de las actualizaciones incrementales, más grandes de Android hasta la fecha, introduciendo soporte para huella digital, Google Pay, carga por USB-C, permisos individuales por aplicaciones, Doze que coloca las aplicaciones en modo de espera cuando el dispositivo deja de utilizarse y mejoras en rendimiento, bateria para dispositivos con baja cantidad de memoria, restauración de datos de dispositivos anteriores.
El soporte de los servicios de Google para Android Mashmallow terminará en diciembre de 2025 cumpliendo con 10 años desde su presentación.

## Características

### Permisos
Android 6.0 Marshmallow introduce un modelo de permisos rediseñado: ahora hay únicamente ocho categorías de permisos, y las aplicaciones ya no conceden automáticamente todos sus permisos específicos en el momento de la instalación. Se utiliza ahora un sistema "opt-in", en el que los usuarios pueden conceder o denegar permisos individuales a una aplicación cuando lo requieran, tales como el acceso a la cámara o el micrófono. Las aplicaciones recuerdan las concesiones de permisos de cada usuario, y pueden ser ajustados en cualquier momento. Sólo las aplicaciones compiladas para Android 6.0 Marshmallow con su SDK utilizarán el nuevo sistema de permisos, mientras que todas las demás aplicaciones continuarán utilizando el modelo de permisos anterior.
Android Marshmallow ofrece soporte nativo para el reconocimiento de huellas digitales, lo que permite el uso de las mismas para desbloquear los dispositivos, y para la autenticación de Play Store o Android Pay; una API estándar también está disponible para la implementación de la autenticación basada en huellas digitales en otras aplicaciones. Un nuevo sistema de administración de energía conocida como "doze" reduce las actividades en fondo del dispositivo cuando el sistema operativo detecta que el dispositivo no está siendo tocado físicamente. Android 6.0 Marshmallow es compatible con USB Tipo-C, lo que implica la capacidad de carga a través de USB, hasta 5 veces más rápida, dependiendo del terminal. Android 6.0 Marshmallow también introduce "enlaces verificados" que se pueden configurar para abrir directamente una aplicación especificada, sin la necesidad de mostrar mensajes de usuario.

### Huevo de Pascua
Un minijuego oculto se puede ver en el apartado de la versión de Android, el cual consiste en una o más siluetas del logotipo de Android rebotando sobre unos obstáculos en forma de malvaviscos. Al chocar con un obstáculo se reinicia el minijuego.

## Salida al mercado
Una 'preview' fue liberada el 28 de mayo de 2015, para el Nexus 5 Nexus 6, Nexus 9, y otros dispositivos Nexus Player.
A partir del 5 de octubre de 2015, se encontraría disponible para el Nexus 5, Nexus 6, Nexus 7 (2013) y Nexus 9; además de venir ya instalado en los nuevos Nexus 5X y Nexus 6P.

## Equipos con Android Marshmallow
- Blue Pad 7
- LG X style
- Acer Iconia One 7
- Alcatel U5
- Alcatel A3 Plus
- Alcatel A5 Led
- Asus Zenfone 2 láser
- Sony Xperia c4
- Sony Xperia Z3
- Sony Xperia Z3 Compact
- Sony Xperia XA
- Samsung Galaxy S7

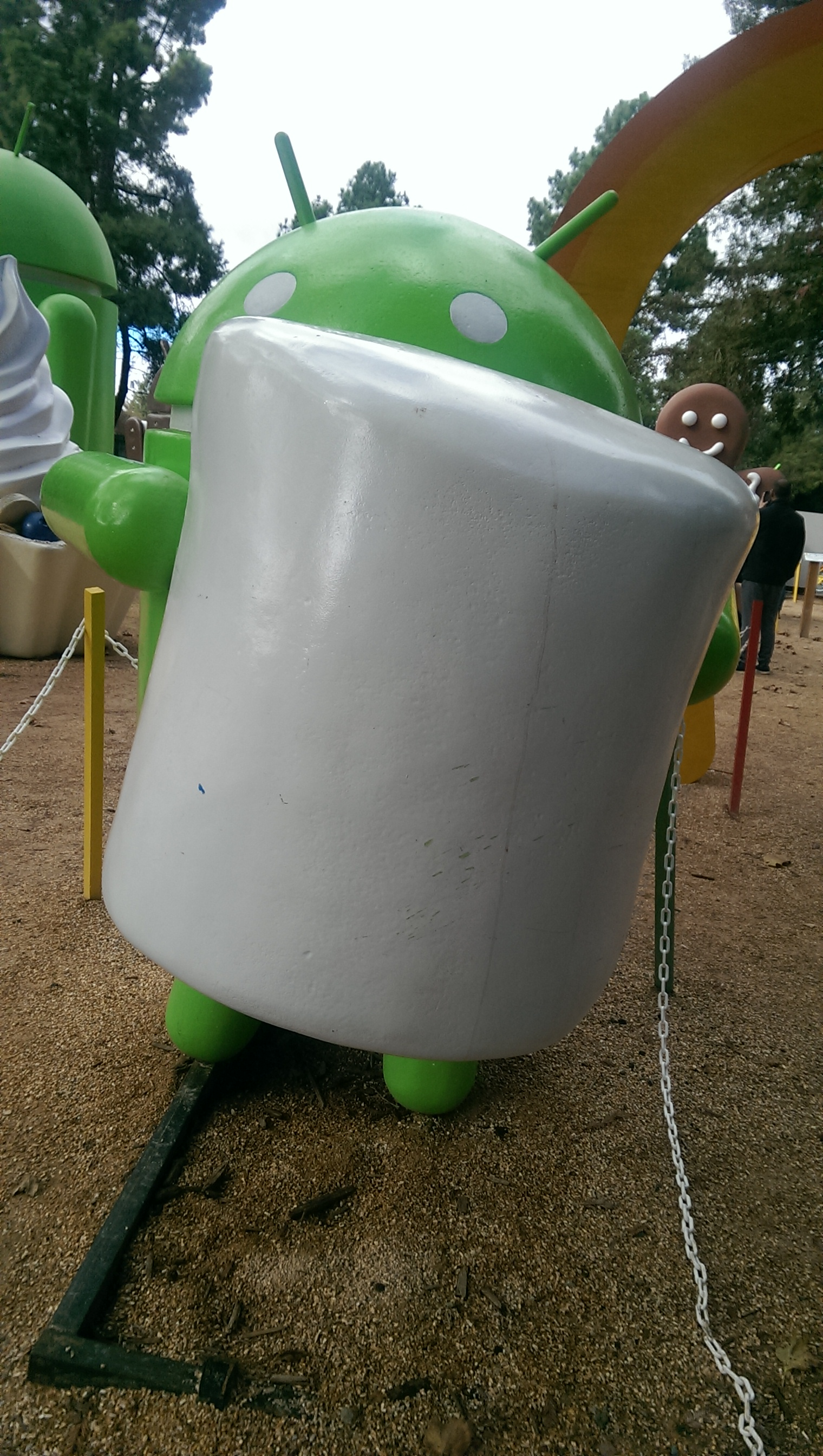
Android Mashmallow Google Park

- Samsung Galaxy S6 (a través de actualización)
- Samsung Galaxy S6 Edge (a través de actualización)
- Samsung Galaxy S6 Edge plus (a través de actualización)
- Samsung Galaxy S5 (a través de actualización)
- Samsung Galaxy J3 Emerge
- Samsung Galaxy J1 mini prime
- Samsung Galaxy Grand Prime Plus
- Samsung Galaxy J2 Prime
- Samsung Galaxy C7 Pro
- Samsung Galaxy A7 (2017)
- Samsung Galaxy A5 (2017)
- Samsung Galaxy A3 (2017)
- Samsung Galaxy C9 Pro
- Samsung Galaxy A8 (2016)
- Samsung Galaxy On8
- Samsung Galaxy On7 (2016)
- Samsung Galaxy J7 Prime
- Samsung Galaxy J5 Prime
- Samsung Galaxy S5 Mini
- Samsung Galaxy C7
- Samsung Galaxy C5
- Samsung Galaxy A9 Pro (2016)
- Samsung Galaxy Express Prime
- Samsung Galaxy J3 (2016) (a través de actualización)
- Samsung Galaxy J7 (2016)
- Samsung Galaxy J5 (2016)
- Samsung Galaxy J5
- Samsung Galaxy J7 (a través de actualización)
- Samsung Galaxy A5 (2015)
- Samsung Galaxy A7
- Samsung Galaxy A3 (2015)
- Samsung Galaxy A9
- Samsung Galaxy Note 7
- Samsung Galaxy J2 Pro
- Samsung Galaxy On7 Pro
- Samsung Galaxy On5 Pro
- Samsung Galaxy J2 (2016)
- Samsung Galaxy S7 Active
- Samsung Galaxy J3 Pro (a través de actualización)
- Samsung Galaxy Note 5 (a través de actualización)
- Samsung Galaxy Note 4 (a través de actualización)
- Samsung Galaxy Note Edge (a través de actualización)
- Bq Aquaris X5 Plus
- BQ Aquaris M5
- Bq Aquaris E5 (a través de actualización)
- Bq Aquaris U
- Huawei Mate 8
- blu 4.0 L2
- Sony Xperia M4 Aqua
- Sony Xperia M5
- LG G4 BEAT
- Nexus 6 (a través de actualización)
- Nexus 6P
- Nexus 5X
- Motorola Moto X Play (a través de actualización)
- Motorola Moto X Style (a través de actualización)
- Motorola Moto G Turbo Edition (a través de actualización)
- Motorola Moto X Force (a través de actualización)
- Motorola Moto G (2.ª generación) (a través de actualización)
- Motorola Moto G (3.ª generación) (a través de actualización)
- Motorola Moto G⁴
- Motorola Moto G⁴ Plus
- Motorola Moto G⁴ Play
- Motorola Moto E3
- Motorola Moto E3 Power
- Motorola Moto Z Play
- Motorola Moto Z Force
- Motorola Moto M
- Asus Zenfone 2
- Alcatel Pixi 4(5010)
- LG Stylus 2 Plus
- Alcatel Pixi 4(4034)
- Alcatel Pixi 4.5
- LG G3
- LG G5
- LG G5 SE
- LG K8 (K350AR)
- Motorola Moto E 2.ª generación (a través de actualización)
- Huawei P8 (a través de actualización)
- Huawei Ascend G7 (a través de actualización)
- Nvidia shield k1
- Blu R1 - HD
- BlackBerry DTK50
- Lanix ilium x220
- Lanix Ilium X510
- Lanix Ilium X120
- Lenovo PB1 750m
- Lanix ilium Lt 510
- ZTE Blade V6 Plus
- LG LS676
- Huawei P8 Lite o G-Elite (a través de actualización)
- Huawei Y6 II
- Sony Xperia E5
- HTC Desire 10
- HTC Desire 10 Lifestyle
- Lenovo Yoga Tab 3
- Hisense f20
- Hisense F23
- Hisense f24
- LG G4 (a través de actualización)
- Bmobile AX820